# بیت الفقس
بیت الفقس (به عربی: بیت الفقس) یک عوارض جغرافیایی در لبنان است که در شهرستان منیه ضنیه واقع شده‌است.